# Live streaming
Il live streaming o diretta streaming si riferisce allo streaming online, contemporaneamente registrato e trasmesso in tempo reale allo spettatore. Spesso viene semplicemente indicato come streaming.
I servizi di streaming in tempo reale comprendono una vasta gamma di argomenti, dai social media ai videogiochi. fino ad app come Facebook Live e Periscope che includono lo streaming di promozioni programmate e eventi di celebrità e lo streaming tra utenti, come in videotelefonia. Siti come Twitch.tv sono diventati popolari per guardare gli streamers, come negli eSports, nei giochi che vengono affrontati per la prima volta o tramite speedrun. Inoltre il live streaming viene sempre più utilizzato come strategia di marketing. La Cina è il paese in cui la diretta streaming è stata utilizzata per la prima volta per vendere prodotti e promuovere marchi. Le dirette live da tempo vengono utilizzate per le vendite di e-commerce che nel 2018 hanno raggiunto i 4,4 miliardi di dollari. Inoltre, il numero di spettatori di live streaming in Cina era già aumentato di oltre il 10% nel 2019, raggiungendo i 504 milioni. Queste cifre sono aumentate notevolmente durante il lockdown in cui è sono stati raggiunti 560 milioni di spettatori a marzo 2020.
Il live streaming musicale, anche definito come online concerts, ha avuto modo di svilupparsi anche grazie alle misure restrittive causare dalla Pandemia di COVID-19 del 2019-2021.
L'interazione dell'utente tramite chat room costituisce un componente importante dello streaming live. Facebook Live e Periscope includono anche la possibilità di parlare con l'emittente o partecipare a conversazioni in chat.

## Social media
Nel campo dei social media, il termine live media si riferisce ai nuovi media che utilizzano le tecnologie di streaming per creare reti multimediali dal vivo condivise tra persone, aziende e organizzazioni. L'esperto di social media marketing Bryan Kramer descrive lo streaming live come uno "strumento chiave di marketing e comunicazione che aiuta le aziende a raggiungere il loro pubblico online". Gli utenti possono seguire le "condivisioni" di video live dei loro amici e le "condivisioni" relative a contenuti o elementi specifici. I media live possono essere condivisi attraverso qualsiasi sito Web o applicazione; quindi, quando le persone navigano su un sito web specifico, possono trovare flussi multimediali live rilevanti per il contenuto che cercano.
I media dal vivo possono includere la copertura di vari eventi, come concerti o copertura di notizie in diretta, visualizzati tramite un browser Web o app come Snapchat. James Harden e Trolli hanno promosso un imminente gioco All-Star NBA tramite Snapchat. Molte delle performance artistiche di LaBeouf, Rönkkö e Turner sono state trasmesse in streaming live, come un flusso di Shia LaBeouf al cinema ripreso mentre vedeva tutti i suoi film.

### Periscope
A marzo 2015, Twitter ha lanciato un'app di live streaming chiamata Periscope. Normalmente, gli utenti vedrebbero un collegamento ipertestuale collegato alla loro trasmissione, indirizzando le persone a una nuova scheda. Usando Periscope, i video appaiono in diretta sulla timeline. Se l'utente ha consentito al sito di condividere informazioni, altri possono vedere da dove viene effettuato lo streaming dell'utente. Durante la trasmissione, gli utenti possono commentare, parlare all'emittente o porre domande. Kayvon Beykpour, CEO di Periscope, e Dick Costolo e Jack Dorsey, CEO di Twitter, hanno tutti condiviso un obiettivo comune: inventare qualcosa che unirebbe entrambi i team in uno anziché come partner. Il team voleva dare alle persone più accessibilità sia per Twitter che per Periscope. La loro soluzione era una combinazione di live streaming e Twitter.

### Facebook Live
Facebook ha introdotto un servizio di streaming video, Facebook Live, a determinati utenti nell'agosto 2016 e per chiunque a gennaio 2017. Facebook Live consente agli utenti di Facebook di includere le proprie "reazioni" quando qualcuno sta trasmettendo qualcosa in diretta.

### YouTube Live
YouTube è stato acquistato da Google nel 2006 e l'azienda ha successivamente annunciato la sua modalità di streaming live. Come Periscope, gli utenti possono commentare la trasmissione. A differenza di Periscope, i live stream su YouTube possono essere salvati e qualsiasi utente può accedervi tramite sito o app. Manuel Bronstein, responsabile del prodotto YouTube per i consumatori, ha affermato che lo streaming live offre ai creatori l'opportunità di "creare effettivamente una connessione più intima con i propri fan".

## Videogiochi
La riproduzione in streaming dei videogiochi ha guadagnato popolarità durante gli anni 2010. David M. Ewalt ha definito Twitch.tv "l'ESPN dei videogiochi". Il sito Web è nato e cresciuto fino ad oscurare Justin.tv ed è stato acquistato da Amazon.com alla fine del 2014 per  970 milioni di dollari. Altri siti di streaming video orientati ai videogiochi comprendono Smashcast.tv, che si è formato dopo la fusione di Azubu e Hitbox.tv e della afreecaTV con sede in Corea del Sud. Nel 2015, YouTube ha lanciato YouTube Gaming, un sito secondario e app orientato ai videogiochi destinato a competere con Twitch.
Un esempio di un evento live streaming degno di nota è Games Done Quick, una maratona di beneficenza speedrunning ospitata su Twitch. Gli spettatori sono incoraggiati a donare durante lo streaming, ad esempio nominando i personaggi in una corsa, facendo in modo che i corridori provino sfide più difficili o vincendo premi. Sono stati raccolti oltre 10 milioni di dollari su sedici maratone.
Gli streamer professionisti possono generare entrate vivibili dagli abbonamenti degli spettatori e dalle donazioni, così come le pubblicità sulle piattaforme e le sponsorizzazioni delle organizzazioni eSport, spesso guadagnando molto di più dallo streaming rispetto alle vincite dei tornei. Il pubblico dei tornei di giochi professionali è principalmente spettatore live stream oltre a un pubblico dal vivo all'interno di locali. L'International 2017, un torneo Dota 2 con il montepremi più grande nella storia di eSport, è stato trasmesso principalmente attraverso Twitch, con un picco di oltre cinque milioni di spettatori concorrenti.